# اسلام‌آباد (فریدون‌کنار)
اسلام‌آباد روستایی در دهستان باریک رود شمالی بخش مرکزی شهرستان فریدون‌کنار استان مازندران ایران است.

## جمعیت
بر پایه سرشماری عمومی نفوس و مسکن در سال ۱۳۹۵ جمعیت این مکان ۴۸۳ نفر (۱۵۳ خانوار) بوده‌است.